# تیم ملی فوتسال پاناما
تیم ملی فوتسال پاناما نماینده پاناما در مسابقات بین‌المللی فوتسال و یکی از تیم‌های فوتسال آمریکای مرکزی است.